# Juan Gisbert
Pour les articles homonymes, voir Gisbert.
Juan Gisbert, né le 5 avril 1942 à Barcelone, est un ancien joueur de tennis professionnel espagnol.

## Carrière
Victoire sur le no 1 Jimmy Connors à Montréal en août 1974.

## Parcours dans les tournois duGrand Chelem

### En simple
| Année | Open d'Australie | Open d'Australie | Internationaux de France | Internationaux de France | Wimbledon       | Wimbledon   | US Open         | US Open  |
| ----- | ---------------- | ---------------- | ------------------------ | ------------------------ | --------------- | ----------- | --------------- | -------- |
| 1962  | —                | —                | 1er tour (1/64)          | R. Barnes                | 1er tour (1/64) | S. Tacchini | —               | —        |
| 1963  | —                | —                | —                        | —                        | 2e tour (1/32)  | M. Mulligan | —               | —        |
| 1964  | —                | —                | —                        | —                        | —               | —           | —               | —        |
| 1965  | 1/4 de finale    | R. Emerson       | 1er tour (1/64)          | W. Alvarez               | 1er tour (1/64) | J. Barrett  | —               | —        |
| 1966  | —                | —                | 1/8 de finale            | T. Roche                 | —               | —           | —               | —        |
| 1967  | —                | —                | —                        | —                        | —               | —           | —               | —        |
| 1968  | Finale           | B. Bowrey        | 1er tour (1/64)          | Ž. Franulović            | —               | —           | —               | —        |
| 1969  | —                | —                | —                        | —                        | —               | —           | —               | —        |
| 1970  | —                | —                | 2e tour (1/32)           | M. Orantes               | —               | —           | —               | —        |
| 1971  | —                | —                | 1er tour (1/64)          | I. Gulyás                | —               | —           | —               | —        |
| 1972  | —                | —                | 3e tour (1/16)           | P. Proisy                | 2e tour (1/32)  | P. Barthes  | —               | —        |
| 1973  | —                | —                | —                        | —                        | —               | —           | —               | —        |
| 1974  | —                | —                | 1er tour (1/64)          | A. Metreveli             | —               | —           | 2e tour (1/32)  | J. Yuill |
| 1975  | —                | —                | 1er tour (1/64)          | M. Robinson              | —               | —           | 1er tour (1/64) | R. Laver |
| 1976  | —                | —                | 3e tour (1/16)           | B. Mignot                | —               | —           | 1er tour (1/64) | V. Pecci |

N.B. : à droite du résultat se trouve le nom de l'ultime adversaire.

### En double
Parcours en double à partir de 1968.
| Année | Open d'Australie      | Open d'Australie     | Internationaux de France    | Internationaux de France | Wimbledon                | Wimbledon           | US Open                  | US Open                   |
| ----- | --------------------- | -------------------- | --------------------------- | ------------------------ | ------------------------ | ------------------- | ------------------------ | ------------------------- |
| 1968  | 1/2 finale M. Orantes | T. Addison R. Keldie | —                           | —                        | —                        | —                   | —                        | —                         |
| 1969  | —                     | —                    | —                           | —                        | —                        | —                   | —                        | —                         |
| 1970  | —                     | —                    | —                           | —                        | —                        | —                   | —                        | —                         |
| 1971  | —                     | —                    | 1er tour (1/64) J. Guerrero | B. Bowrey R. Maud        | —                        | —                   | —                        | —                         |
| 1972  | —                     | —                    | —                           | —                        | 1/4 de finale M. Orantes | J. Cooper N. Fraser | —                        | —                         |
| 1973  | —                     | —                    | —                           | —                        | —                        | —                   | —                        | —                         |
| 1974  | —                     | —                    | 1/4 de finale I. Năstase    | D. Crealy O. Parun       | —                        | —                   | —                        | —                         |
| 1975  | —                     | —                    | 1/2 finale M. Orantes       | J. Alexander P. Dent     | —                        | —                   | 1/8 de finale M. Orantes | D. Stockton E. van Dillen |
| 1976  | —                     | —                    | 1/2 finale M. Orantes       | F. McNair S. Stewart     | —                        | —                   | —                        | —                         |

N.B. : le nom du ou de la partenaire se trouve sous le résultat ; le nom des ultimes adversaires se trouve à droite.

## Participation aux Masters

### En double
| Année | Ville     | Surface         | Partenaire     | Résultats | Résultat final |
| ----- | --------- | --------------- | -------------- | --------- | -------------- |
| 1975  | Stockholm | Moquette indoor | Manuel Orantes |           | Vainqueur      |
| 1976  | Houston   | Moquette indoor | Manuel Orantes | 0v, 1d    | Demi-finaliste |